# Gurjit Kaur

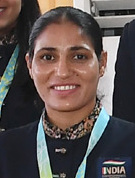
Gurjit Kaur (2022)

Gurjit Kaur (Panjabi ਗੁਰਜੀਤ ਕੌਰ, Hindi गुरजीत कौर; * 25. Oktober 1995 in Punjab) ist eine indische Hockeyspielerin. 2022 erkämpfte sie mit der indischen Nationalmannschaft die Bronzemedaille bei den Commonwealth Games.

## Sportliche Karriere
Gurjit Kaur debütierte 2014 in der Nationalmannschaft.
2018 bei den Commonwealth Games in Gold Coast unterlag die indische Mannschaft im Halbfinale den Australierinnen mit 0:1. Im Spiel um den dritten Platz verloren die Inderinnen gegen das englische Team mit 0:6 und belegten somit den vierten Platz. Gurjit Kaur und Rani Rampal waren mit je drei Treffern die besten Torschützinnen der indischen Mannschaft. Drei Monate später fand in London die Weltmeisterschaft 2018 statt. Nachdem die Inderinnen in ihrer Vorrundengruppe den dritten Platz belegt hatten, unterlagen sie im Viertelfinale den Irinnen im Penaltyschießen und belegten in der Gesamtwertung den achten Platz. Gurjit Kaur war in allen fünf Partien dabei, konnte aber kein Tor erzielen. Bei den Asienspielen 2018 in Jakarta erreichten die Inderinnen das Finale und verloren dann mit 1:2 gegen die Japanerinnen. Hinter der Chinesin Gu Bingfeng mit 13 Treffern war Gurjit Kaur mit zehn Toren Zweite in der Torschützinnenliste, wobei ein Tor aus einem Strafschuss und neun Tore aus Strafecken fielen. Bei den 2021 ausgetragenen Olympischen Spielen in Tokio belegten die Inderinnen in ihrer Vorrundengruppe den vierten Platz. Mit einem 1:0 gegen die Australierinnen im Viertelfinale erreichten die Inderinnen das Halbfinale. Nach einem 1:2 gegen Argentinien verloren die Inderinnen das Spiel um die Bronzemedaille mit 3:4 gegen die Britinnen. Nachdem Gurjit Kaur sowohl im Viertelfinale als auch im Halbfinale einzige Torschützin ihrer Mannschaft war, traf sie im Spiel um den dritten Platz zweimal.
Gurjit Kaur wurde 2021 zur Welthockeyspielerin gewählt.
2022 bei den Commonwealth Games in Birmingham unterlagen die Inderinnen den Australierinnen im Penaltyschießen des Halbfinales. Im Spiel um den dritten Platz bezwangen sie die Neuseeländerinnen ebenfalls im Penaltyschießen. Gurjit Kaur wirkte in sechs Spielen mit und erzielte drei Treffer.